# L'Église des philosophes
 (juillet 2024).
Si vous disposez d'ouvrages ou d'articles de référence ou si vous connaissez des sites web de qualité traitant du thème abordé ici, merci de compléter l'article en donnant les références utiles à sa vérifiabilité et en les liant à la section « Notes et références ».
L'Église des philosophes, de Nicolas de Cuse à Gabriel Marcel, est un essai du philosophe français Xavier Tilliette, paru en 2006 aux Éditions du Cerf.
Le thème de la christologie philosophique, initié par Xavier Tilliette, peut en un sens s'exprimer dans la formule Idea Christi (l'Idée du Christ). Son pendant est une ecclésiologie philosophique. Les auteurs dont Xavier Tilliette interroge les œuvres, de Leibniz à Kant, Fichte, Hegel ou Schelling, Newman, Maritain ou Bruaire, entre autres, sont analysés sous cet angle.